# Lena Olin
Lena Maria Jonna Olin (Estocolmo, 22 de marzo de 1955), conocida como Lena Olin, es una actriz sueca de teatro, cine y televisión nominada a los Emmy como mejor actriz y nominada para varios premios de actuación, incluido un Globo de Oro en 1988 por La insoportable levedad del ser y un Premio de la Academia por Enemigos, una historia de amor en 1989. Otras conocidas películas en las que ha aparecido incluyen Chocolat (dirigida por Lasse Hallström), La reina de los condenados, Casanova y El lector. También fue miembro del reparto principal de la segunda temporada (y estrella invitada recurrente en las temporadas posteriores) de la serie de televisión Alias.

## Biografía
Lena Olin es la menor de tres hermanos. Su padre, Stig Olin, fue cantante, compositor y también actor. Intervino en varias películas del aclamado director Ingmar Bergman. También su madre Britta Holmberg es actriz, y su hermano Mats Olin es un conocido cantante sueco. Realizó sus estudios de actuación en la Academia Nacional Sueca de Arte Dramático. Lena fue coronada Miss Escandinavia 1975 en Helsinki, Finlandia, en octubre de 1974. Olin trabajó como profesora sustituta y como enfermera antes de convertirse en actriz.

## Carrera
Después de realizar estudios de interpretación en la escuela del Teatro Real en Estocolmo, Olin comenzó a actuar en obras teatrales clásicas de Shakespeare e Ibsen, y apareció también en papeles menores de algunas películas suecas dirigidas por Ingmar Bergman. Fue precisamente este director quien la seleccionó para su primer papel en el teatro después de no haber superado la prueba oficial de admisión a consecuencia de su timidez. Más adelante tuvo la ocasión de actuar en el Teatro Real bajo la dirección de Bergman, donde podemos destacar la obra King Lear, en el que Olin interpretó a Cordelia. Por esta obra viajó por el mundo - París, Berlín, Nueva York, Copenhague, Moscú y Oslo, entre otros. En las representaciones teatrales aclamadas por la crítica por Olin en el Teatro Real Dramático de Suecia incluyeron el papel como Margarita en la adaptación de The Master and Margarita por Mikhail Bulgakov, Ann en Summer por Edward Bond, Titania en El sueño de una noche de verano de Shakespeare, The Alchemist de Ben Jonson, el papel principal en la interpretación de Ingmar Bergman de La señorita Julia de Strindberg y Charlotte en el drama contemporáneo Nattvarden (The Last Supper), de Lars Norén.
En 1980 fue una de las primeras ganadoras del premio Ingmar Bergman, que se inició en 1978 por el propio director, quien también fue uno de los dos jueces.
En 1984 Olin debutó en una película internacional sueca, After the Rehearsal, nuevamente bajo la dirección de Bergman. El año anterior había aparecido en la película sueca, también de Bergman, Fanny y Alexander, que tuvo una amplia difusión internacional.
Actuó en su primera película estadounidense en 1988, compartiendo reparto con Daniel Day-Lewis. Un año más tarde fue nominada al Óscar como mejor actriz de reparto y ganó el Premio del Círculo de Críticos Cinematográficos de Nueva York por su interpretación de una mujer superviviente de un campo de concentración nazi en Enemigos: Una historia de amor. Así arrancó su etapa de máximo éxito en Hollywood, con películas como Habana de Sydney Pollack (con Robert Redford) y Mr. North, un viejo proyecto de John Huston finalmente hecho realidad por sus hijos Anjelica y Danny. En 1994 protagonizó Romeo Is Bleeding e interpretó, lo que es quizás su personaje más extremo hasta la fecha, a la exitosa y escandalosa mujer Mona Demarkov - siendo uno de los retratos más populares de la actriz en la película. Luego participó en La novena puerta, un thriller satánico de Roman Polanski protagonizado por Johnny Depp.
Olin y el director Lasse Hallström colaboraron en la película Chocolat (2000), que recibió cinco nominaciones al Premio de la Academia, y en Casanova (2005).
A partir de 2002 y hasta 2003, Olin apareció junto a Jennifer Garner en su primer papel de televisión en la segunda temporada de la serie estadounidense Alias, desempeñando uno de los roles más cruciales de la serie con el papel de Irina Derevko, por el cual estuvo nominada a los Premios Emmy por Mejor Actriz de Reparto en 2003. Olin recibió la aclamación de la crítica por su papel en la serie - en particular por su química con Victor Garber, que interpretaba a su antiguo marido y "enemigo" Jack Bristow. Se rumoreó que se le ofreció un sueldo superior a 100 000 dólares por episodio para continuar en la serie, pero abandonó para pasar más tiempo con su familia en Nueva York.
En mayo de 2005, por aclamación popular, Olin volvió al papel de Irina Derevko en Alias para aparecer en los dos últimos episodios de la cuarta temporada. Posteriormente apareció otra vez en la quinta temporada, en diciembre de 2005, en abril de 2006, y en el final de Alias el 22 de mayo de 2006.
Olin tenía un papel pequeño pero significativo en la nominada al Óscar de 2008, la película The Reader, interpretando un judío sobreviviente de Auschwitz.
En 2005 regresó a Suecia durante un breve periodo de rodaje y protagonizó un papel secundario en la película del director danés Simon Staho de Orangutang Bang Bang (con una banda sonora de música punk, entre otros, The Clash e Iggy Pop).
En 2006 rodó una película de misterio dirigida por James Oakley llamada The Devil You Know, y un thriller llamado Awake junto a Hayden Christensen y Jessica Alba.
En 2010 Lena interpretó a Diane Hirsch en el filme de drama-romántico Remember Me. La película está protagonizada por Robert Pattinson y cuenta con la actuación de Emilie de Ravin, Pierce Brosnan, Chris Cooper y Ruby Jerins. El filme fue estrenado el 12 de marzo de 2010.

## Vida privada
En septiembre de 1986 dio a luz a su primer hijo, Auguste Rahmberg. Su padre es el actor sueco Örjan Ramberg, con quien había actuado en el escenario en muchas producciones. La relación terminó al poco tiempo. En 1994, se casó con el director de cine Lasse Hallström, a quien conoció en Suecia en 1992. Se casaron en la Iglesia Hedvig Eleonora en Estocolmo. En junio de 1995 tuvieron una hija a la que llamaron Tora Hallström. Desde el 2006 vive en Nueva York con su familia.[cita requerida]

## Filmografía

### Cine
| Año  | Título                                             | Personaje                     | Notas         |
| ---- | -------------------------------------------------- | ----------------------------- | ------------- |
| 1976 | Ansikte mot ansikte (Cara a cara [Esp])            | Dependienta                   |               |
| 1977 | Taboo                                              | Chica                         | No acreditada |
| 1978 | Picassos äventyr (The Adventures of Picasso [Ing]) | Dolores                       |               |
| 1980 | Love                                               | Lena                          |               |
| 1982 | Gräsänklingar (One Week Bachelors [Ing])           | Nina                          |               |
| 1982 | Fanny och Alexander (Fanny y Alexander [Esp])      | Rosa                          |               |
| 1986 | Flucht in den Norden (Flight North [Ing])          | Karin                         |               |
| 1986 | A Matter of Life and Death                         | Nadja Melander                |               |
| 1988 | La insoportable levedad del ser                    | Sabina                        |               |
| 1988 | Friends                                            | Sue                           |               |
| 1989 | S/Y Joy                                            | Annika Larsson                |               |
| 1989 | Enemigos, una historia de amor                     | Masha                         |               |
| 1990 | Havana (Habana [Esp])                              | Roberta                       |               |
| 1993 | Romeo Is Bleeding                                  | Mona Demarkov                 |               |
| 1993 | Mr. Jones                                          | Dra. Elizabeth 'Libbie' Bowen |               |
| 1995 | La noche y el momento                              | La marquesa                   |               |
| 1996 | La noche cae sobre Manhattan                       | Peggy Lindstrom               |               |
| 1998 | Polish Wedding                                     | Jadzia                        |               |
| 1996 | The Golden Hour                                    |                               |               |
| 1998 | Comando Hamilton                                   | Tessie                        |               |
| 1999 | Mystery Men                                        | Dra. Anabel Leek              |               |
| 1999 | The Ninth Gate                                     | Liana Telfer                  |               |
| 2000 | Chocolat                                           | Josephine Muscat              |               |
| 2002 | La reina de los condenados                         | Maharet                       |               |
| 2002 | El quinto hombre                                   | Jueza Faith Mattis            |               |
| 2002 | Darkness                                           | María                         |               |
| 2003 | El mundo de Leland                                 | Marybeth Fitzgerald           |               |
| 2003 | Hollywood departamento de homicidios               | Ruby                          |               |
| 2005 | Casanova                                           | Andrea                        |               |
| 2005 | Bang Bang Orangutang                               | Nina                          |               |
| 2007 | Awake                                              | Lilith Beresford              |               |
| 2008 | The Reader                                         | Rose Mather / Ilana Mather    |               |
| 2010 | Remember Me                                        | Diane Hirsch                  |               |
| 2011 | Quad                                               | Yevgeina                      |               |
| 2012 | Devil You Know                                     | Kathryn Vale                  |               |
| 2012 | El hipnotista                                      | Simone Bark                   |               |
| 2013 | Night Train to Lisbon                              | Estefania                     |               |
| 2023 | One Life                                           | Grete Winton                  |               |

### Televisión
| Año       | Título                                     | Personaje               | Notas                   |
| --------- | ------------------------------------------ | ----------------------- | ----------------------- |
| 1977      | Friaren som inte ville gifta sig           | Gitana                  | Película de televisión  |
| 1982      | Som ni behagar                             |                         | Película de televisión  |
| 1984      | Efter repetitionen (Tras el ensayo [Esp])  | Anna Egerman            | Película de televisión  |
| 1985      | Wallenberg: A Hero's Story                 | Marta                   | Película de televisión  |
| 1986      | Glasmästarna                               | Mujer con perro         | Película de televisión  |
| 1987      | Komedianter                                | Ann                     | Película de televisión  |
| 1990      | Hebriana                                   | Lena                    | Película de televisión  |
| 2001      | Hamilton                                   | Tessie                  | Miniserie               |
| 2002-2006 | Alias                                      | Irina Derevko           | Serie                   |
| 2010      | Ley y orden: Unidad de víctimas especiales | Ingrid Block            | Episodio "Confidential" |
| 2017-2020 | Riviera                                    | Irina Atman             | Serie                   |
| 2020      | Mindhunter                                 | Annaliese Stilman       | Serie                   |
| 2020-2023 | Hunters                                    | Eva Braun / The Colonel | Serie                   |

## Teatro
| Año  | Obra                                        | Dramaturgo          | Personaje            | Director       |
| ---- | ------------------------------------------- | ------------------- | -------------------- | -------------- |
| 1978 | Dr Semmelweis                               |                     |                      | Kåre Santesson |
| 1980 | Alkemisten                                  | Ben Jonson          | Pliant/Drugger       |                |
| 1981 | Paradisbarnen                               |                     | Eglé                 |                |
| 1981 | Spår i sanden                               | Astrid Saalbach     |                      | Arne Forsberg  |
| 1982 | Smått och stort (Grande y pequeño)          |                     |                      |                |
| 1982 | Två herrars tjänare (El siervo de dos amos) | Carlo Goldoni       | Clarice de Bisognosi |                |
| 1982 | Juno och påfågeln (Juno y el pavo real)     | Sean O'Casey        | María                |                |
| 1982 | Som ni behagar (Como gustéis)               | William Shakespeare |                      |                |
| 1982 | Pappa är DOD (Papá está muerto)             |                     | Berit                | Rolf Sohlman   |
| 1983 | Chikanen                                    | Edward Bond         | Rose                 |                |
| 1984 | El rey Lear                                 | William Shakespeare | Cordelia             |                |
| 1985 | Nattvarden (La última cena)                 | Lars Norén          | Charlotte            |                |
| 1985 | Ej blot hasta lyst                          | Donya Feuer         |                      |                |
| 1986 | Verano                                      | Edward Bond         | Ann                  |                |
| 1986 | A Dream Play                                | August Strindberg   | Agnes, hija de Indra |                |
| 1988 | El maestro y Margarita                      | Mijail Bulgakov     | Marguerite           |                |
| 1990 | El sueño de una noche de verano             | William Shakespeare |                      |                |
| 1991 | La señorita Julia                           | August Strindberg   | Julie                |                |

## Premios y distinciones
Premios Óscar
| Año  | Categoría                          | Película              | Resultado |
| ---- | ---------------------------------- | --------------------- | --------- |
| 1990 | Oscar a la mejor actriz de reparto | Enemies, a Love Story | Nominada  |

Premios BAFTA
| Año  | Categoría                          | Película | Resultado |
| ---- | ---------------------------------- | -------- | --------- |
| 2001 | BAFTA a la mejor actriz de reparto | Chocolat | Nominada  |

Globos de Oro
| Año  | Categoría                                         | Película                        | Resultado |
| ---- | ------------------------------------------------- | ------------------------------- | --------- |
| 1989 | Globo de oro a la mejor actriz de reparto - Drama | La insoportable levedad del ser | Nominada  |

Premios del Sindicato de Actores
| Año  | Categoría | Película | Resultado |
| ---- | --- | -------- | --------- |
| 2001 | Actuación Sobresaliente del Reparto de una Película Teatral (Compartido con: Juliette Binoche, Leslie Caron, Judi Dench, Johnny Depp, Alfred Molina, Carrie-Anne Moss, Hugh O'Conor, Peter Stormare y John Wood) | Chocolat | Nominada  |

Premios Emmy
| Año  | Categoría                                      | Serie   | Resultado |
| ---- | ---------------------------------------------- | ------- | --------- |
| 2003 | Mejor Actriz de Reparto en una Serie Dramática | "Alias" | Nominada  |

| Premio | Año                                     | Categoría                                                                                                | Película                        | Resultado  |
| ------ | --------------------------------------- | --- | ------------------------------- | ---------- |
| 1980   | Guldbagge Awards                        | |                                 | Ganadora   |
| 1989   | New York Film Critics Circle Awards     | Mejor Actriz de Reparto                                                                                  | Enemigos, a love story          | Ganadora   |
| 1989   | National Society of Film Critics, USA   | Mejor Actriz de Reparto                                                                                  | La insoportable levedad del ser | 2.º Puesto |
| 1990   | National Society of Film Critics, USA   | Mejor Actriz de Reparto                                                                                  | Enemigos, a love story          | 2.º Puesto |
| 1994   | MTV Movie Awards                        | Mejor Secuencia de Acción (Por la escena en que Lena Olin está esposada en el asiento trasero del coche) | Romeo Is Bleeding               | Nominada   |
| 1995   | Chicago Film Critics Association Awards | Mejor Actriz de Reparto                                                                                  | Romeo Is Bleeding               | Nominada   |
| 2001   | European Film Awards                    | Mejor Actriz                                                                                             | Chocolat                        | Nominada   |
| 2003   | Satellite Awards                        | Mejor Actuación de una Actriz en un Papel Secundario en una Serie de Drama                               | Alias                           | Nominada   |
| 2004   | Satellite Awards                        | Mejor Actuación de una Actriz en un Papel Secundario en una Serie de Drama                               | Alias                           | Nominada   |
| 2005   | Teen Choice Awards                      | Unidades Choice TV Parental (Compartido con: Victor Garber y Ron Rifkin)                                 | Alias                           | Nominada   |